# Alexander Schimmelfennig
Alexander Schimmelfennig, né le 20 juillet 1824 à Bromberg, et mort le 5 septembre 1865 à Wernersville, est un soldat et révolutionnaire prussien. Après la révolution de Mars, il immigre aux États-Unis, où il devient général de l'armée de l'Union pendant la guerre civile américaine.

## Jeunesse et carrière
Schimmelfennig est né à Bromberg dans le Grand-duché de Posen, en royaume de Prusse (aujourd'hui Bydgoszcz en Pologne). Il rejoint l'armée prussienne et sert dans le 29e régiment d'infanterie ainsi que dans le 16e régiment d'infanterie, ce dernier étant en garnison à Cologne. Dans cette ville, il fait la connaissance de certains des groupes politiques allemands les plus radicaux et participe activement à la révolution de 1848, mais fut déçu par le traité de paix qui mit fin à la première guerre de Schleswig.
Il est membre de la commission militaire palatine qui dirigea l'insurrection du Palatinat. Il est blessé deux fois lors de la bataille de Rinnthal, secouru, après quoi il s'enfuit en Suisse. Pour son implication dans le mouvement révolutionnaire, il est jugé par contumace et condamné à mort par le gouvernement palatin. Il reste en exil en Suisse, où il rencontre l'expatrié Carl Schurz, et fuirent ensemble à Londres via Paris. À Londres, Schimmelfennig rejoignit le mouvement démocratique allemand, un groupe dissident au sein de la Ligue des communistes dirigé par Karl Schapper et August Willich, en opposition au corps principal de la Ligue des communistes dirigé par Karl Marx et Friedrich Engels.
En 1854, Schimmelfennig émigre aux États-Unis et obtient un emploi auprès du Département de la Guerre. Là, il maintient son association avec des Quarante-huitards, un groupe d'officiers militaires des révolutions de 1848 qui avaient fui aux États-Unis; beaucoup finirent par servir dans l'armée de l'Union. Il est l'auteur d'un livre sur la guerre de Crimée intitulé The War between Russia and Turkey (Philadelphie, 1854).

## Guerre de Sécession
Après que ses efforts avec Carl Schurz pour lever un régiment de cavalerie entièrement allemand aient échoué (en raison de la nomination de Schurz par le président Abraham Lincoln comme ambassadeur en Espagne), Schimmelfennig tente de lever un régiment entièrement allemand à Philadelphie. Lorsqu'il tomba malade, d'autres tentèrent de prendre le contrôle de ce nouveau régiment, mais ils échouèrent grâce aux efforts des amis de Schimmelfennig. Le régiment, composé d'Allemands de Philadelphie et de Pittsburgh, fut appelé le 1er Régiment Allemand (de Pennsylvanie) et serait plus tard désigné sous le nom 74e régiment d'infanterie de Pennsylvanie.
À l'époque de la guerre de Sécession, il y avait un fort sentiment nativiste dans l'Union. Ce préjugé était dirigé contre les troupes allemandes du XIe Corps, qui se replièrent en masse après avoir été flanquées par Stonewall Jackson à Chancellorsville. Le corps majoritairement allemand subit l'essentiel des critiques acerbes de la presse. Parmi les critiques se trouve le commandant du corps, Oliver Otis Howard, qui cherche un bouc émissaire pour ses propres erreurs. Pendant la bataille, Schimmelfennig commande une brigade dans la 3e Division du XIe Corps.
Lors de la bataille de Gettysburg, Schimmelfennig commande une brigade dans la 3e Division du XIe Corps, dirigée par son compatriote des quarante-huitards, devenu major général, Carl Schurz. Pendant un court moment, Schimmelfennig prit le commandement de la 3e Division lorsque Schurz commanda brièvement le corps. Sa brigade souffrit beaucoup, principalement en raison d'un taux élevé de prisonniers, car des centaines d'hommes furent désorientés dans les rues étroites de Gettysburg et capturés par les Confédérés. Elle et la brigade du colonel Charles Coster firent de leur mieux pour couvrir la retraite du reste du XIe Corps, mais elles devinrent rapidement désorganisées et fuirent également. Pendant la retraite à travers la ville, Schimmelfennig se cacha brièvement dans un ponceau sur Baltimore Street, puis resta plusieurs jours dans une remise sur la propriété de Henry et Catherine Garlach, évitant la capture. (Il y a une plaque commémorative devant la maison des Garlach en souvenir de cet événement.) Après la bataille, il rejoignit le corps, à la grande joie des troupes qui le croyaient mort. Cependant, l'histoire de Schimmelfennig fut saisie par les journalistes et présentée comme un autre exemple de lâcheté allemande.
Après la bataille de Gettysburg, de la mi-juillet au début d'août 1863, Schimmelfennig fut déplacé pour commander une brigade dans la 1re Division du XIe Corps. Lui et sa brigade furent réaffectés au district sud du département du Sud, en Caroline, servant sur l'île Folly. Il commande le district de Charleston, alors partie du Xe Corps pendant la marche de Sherman vers la mer. Après avoir été mis à l'écart pendant un certain temps par une crise de paludisme, Schimmelfennig eut l'honneur d'accepter la reddition de Charleston le 18 février 1865. Son quartier général était la maison Miles Brewton. Pendant son service dans les marais autour de Charleston, il contracte une forme virulente de tuberculose, qui le conduit finalement à sa mort à Wernersville, en Pennsylvanie, où il visite un sanatorium de sources minérales dans le but de trouver une cure.